# Грб Трансилваније
Грб Трансилваније је грб Трансилваније као историјске регије. Грб је усвојен 1659. године. У горњем делу грба се налази црна турул птица на плавој подлози која представља Мађаре. Поред њега се налазе сунце и полумесец који представљају Секеље. У доњем делу се налази седам црвених торњева на жутој подлози који симболизују утврде трансилванијских Саксонаца. Између ова два дела се налази црвено поље.
Овај грб је данас саставни део грба Румуније.